# Mário Vilela
Mário Ribeiro Vilela (São Paulo, 26 de março de 1937 — São Paulo, 1 de dezembro de 2005), foi um ator e dublador brasileiro. Foi o dublador oficial de Édgar Vivar no Brasil, que entre diversos personagens interpretava o Seu Barriga do seriado Chaves, personagem pelo qual Vilela se tornou mais conhecido. Dentre outros papéis pelos quais era conhecido estão Nhonho da mesma série, Ota em Spectreman, Buba e Gyodai em Changeman, Spica em Os Cavaleiros do Zodíaco, vovô Blass em Fly - O Pequeno Guerreiro. e Sub-Zero em "Mortal Kombat: Animação"
Em 2003, Mário se encontrou com o próprio Édgar Vivar quando este veio ao Brasil participar do programa Falando Francamente, exibido por Sônia Abrão no SBT.
Morreu em 1 de dezembro de 2005, aos 68 anos, devido a complicações relacionadas a diabetes, que ele já sofria há algum tempo e que o impediram de participar da redublagem de Chaves e inclusive fez com que fosse hospitalizado inúmeras vezes. Após a sua morte recebeu uma homenagem durante o Prêmio Yamato de 2006.